# Schwobachbrücke
Die Schwobachbrücke  ist eine 60 Meter lange Brücke der BAB 38. Sie liegt rund sieben Kilometer westlich von Heilbad Heiligenstadt zwischen den Autobahnanschlussstellen Arenshausen und Heilbad Heiligenstadt im Landkreis Eichsfeld in Thüringen.
Die Brücke befindet sich etwa einen Kilometer östlich der Anschlussstelle Arenshausen zwischen den beiden Orten Burgwalde und Schachtebich und überspannt den Bach Schwobach und die Landesstraße L 2005. Wie fast alle neueren Autobahnbrücken besteht sie aus zwei eigenständigen Brückenbauwerken, getrennt für jede Richtungsfahrbahn.